# الحصان الذي خسر حريته

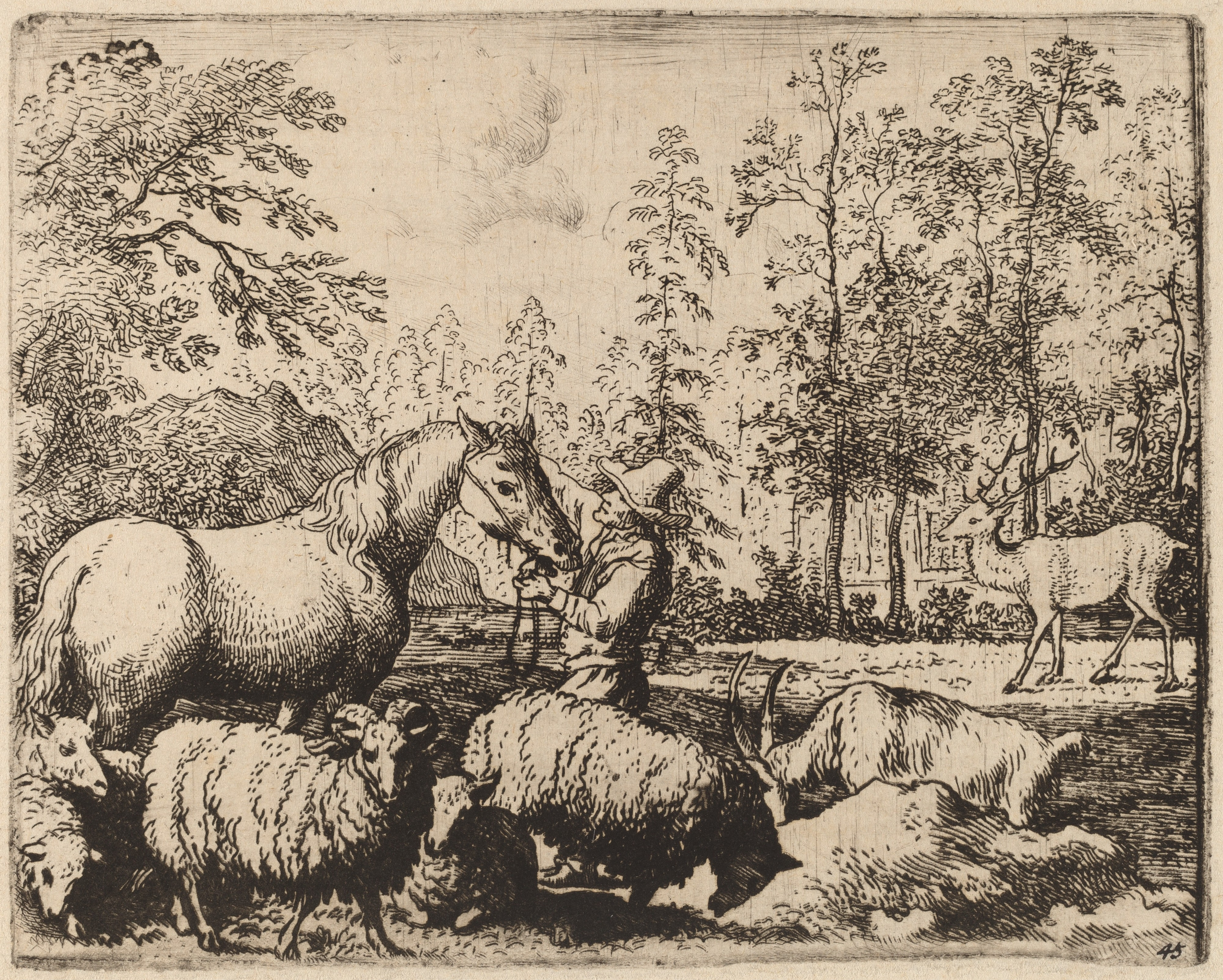
رسمة أليرت فان إيفردينجين للحصان خاضعاً للجام ، المعرض الوطني للفنون ، واشنطن العاصمة

الحصان الذي خسر حريته يوجد لحكاية كيف فقد الحصان حريته في سياق حل نزاع بسيط، نسختان تتعلق احداهما بظبي والاخرى بخنزير وهي مرقّمة برقم 269 في مؤشر بيري. وعندما تُحكى الخرافة في سياق سياسي، فإنها تُفيد التحذير عن التماس حلّ يجعل حال المرء أسوأ من ذي قبل. وعندما يتعلق الموضوع بظروف اقتصادية، فإن مغزى الحكاية يعني حينها إفادة ان الاستقلالية أفضل دائما من التعرض للمخاطر.

## الحصان والظبي
تحكي الخرافة عن حصان يجادل ظبياً على ملكية المرعى، لكنه لا يستطيع إخراج الظبي بالقوة. ما دفعه إلى طلب المساعدة من رجل. وبعد ذلك لجم الرجل الحصان ثم امتطاه. وبعد أن رأى كم أن الحصان مفيد له، رفض أن يدعه يرحل. وترتبط الحكاية كمثال على حكاية الخرافة في خطاب ارسطو وتُعزى إلى الشاعر ستيسيكوروس. كما حكى الخرافة أيضا الشاعر الروماني هوراس، مسلطا الضوء على أهميتها كمثال على أهمية أن يرضى المرء بالقليل، كيلا يخسر حريته الشخصية من أجل طلب المزيد.
وقد ادرج ويليام كاكستون الحكاية ضمن مجموعته المسماة «حكايات أيسوب» 1484 تحت عنوان الحصان والصائد. كدرس على المعنى الأخلاقي الذي قدمه أرسطو، على أنه لا يجب للمرء أن يجعل نفسه عُرضة لإنتقام الآخرين. ويستشهد صامويل كووكسال باستنتاج هوراس بأن على المرء الا يمنح حرية أحدا ما إلى آخر بدافع الطمع. وحُكيت الخرافة أيضا بمعنى «تطلُّع الحصان إلى الانتقام من الظبي» (Le cheval s'étant voulu venger du cerf) في خرافات لافونتين، وانتهت بالتعبير على أنه بدون الحرية الشخصية فكل المقتنيات الأخرى لا ثمن لها:
(C'est l'acheter trop cher، que l'acheter d'un bien
Sans qui les autres ne sont rien).

## الحصان والخنزير
و تدور النسخة الأخرى من الحكاية حول خنزير يعكّر حفرة ري حصان أو يدمر مرعاه. وكي ينتقم منه الحصان، يطلب من رجل أن يطارد الخنزير. وفي النهاية يعبّر الرجل عن أنه لم يحصل على صيد فقط، بل وعبد أيضا.و كان هذا مرتبط بحوار فيدروس، ويُستنتج منه أن أولئك الذين ينفعلون بسرعة عليهم الا يضعوا أنفسهم تحت سلطة شخص آخر. وسيقدّر فيدروس هذه الحكاية والذي كان عبداً أيضا، تماما مثل عيسوب. وقد حكى روجو ليسترانج كلا من نسختي الخنزير والظبي، في سبيل توضيح أهمية الحذر من أن الحل ليس أسوأ من الجريمة الأصلية.
وهناك مصدر غرب آسيوي آخر محتمل للقصة عن فقدان المرء حريته من أجل حياة أفضل.وهي ما كانت في سياق تفسير هوركاس.وهي في مقولة مثَل مجزأ في النسخة الآرامية من القرن السادس قبل الميلاد لقصة أحيقار والتي فيها أن حمارا وحشيا رفض بشدة إقتراحا يقول بأنه يجب أن يوضع عليه لجام.إذ «قال رجل لحمار وحشي دعني امتطيك وسأحافظ عليك. ورد عليه الحمار الوحشي، احتفظ بحمايتك واحتفظ بعلفك ودعني لا أراك تمتطيني.»

## وصلات خارجية
- صفحة الكتاب على موقع المكتبة الرقمية العالمية
- صفحة الكتاب على موقع مكتبة الكونغرس